# El club del crim dels dijous
El club del crim dels dijous (títol original en anglès, The Thursday Murder Club) és una pel·lícula de comèdia criminal dirigida per Chris Columbus a partir d'un guió de Katy Brand i Suzanne Heathcote, basada en la novel·la homònima del 2020 de Richard Osman. La pel·lícula compta amb un repartiment coral que inclou Helen Mirren, Pierce Brosnan, Ben Kingsley, Celia Imrie, David Tennant, Jonathan Pryce, Naomi Ackie, Daniel Mays, Paul Freeman, Richard E. Grant i Tom Ellis. La trama segueix un grup de detectius aficionats d'edat avançada que intenten resoldre un assassinat. S'ha doblat i subtitulat al català.
Està previst que Netflix l'estreni el 28 d'agost de 2025.

## Producció
El 5 de març de 2022 es va anunciar que Ol Parker escriuria i dirigiria una adaptació cinematogràfica de la novel·la debut de Richard Osman, El club del crim dels dijous, per a Amblin Entertainment, després que Amblin adquirís els drets mundials del projecte, amb Jennifer Todd com a productora i Osman com a productor executiu. El març de 2023, Osman va dir que el rodatge havia de començar el setembre de 2023 amb Steven Spielberg com a productor. El novembre de 2023 es va informar que el rodatge havia de començar el març de 2024. No obstant això, el febrer de 2024, Osman va assegurar que tenia l'esperança que el rodatge comencés l'agost de 2024 després dels retards per les disputes laborals de Hollywood de 2023 L'abril de 2024, es va anunciar que Chris Columbus substituiria Parker com a guionista, coproductor i director. Uns dies més tard, es va anunciar que Netflix havia adquirit el projecte.

### Càsting
El maig de 2024, Celia Imrie es va unir al repartiment com a Joyce, mentre que Helen Mirren, Pierce Brosnan i Ben Kingsley també formaven part del repartiment principal. El juny de 2024, David Tennant, Jonathan Pryce, Naomi Ackie, Daniel Mays i Henry Lloyd-Hughes es van unir al repartiment. Katy Brand va anunciar a Instagram que havia escrit el guió final de la pel·lícula el 18 de juny. El juliol de 2024, Richard E. Grant, Ingrid Oliver i Tom Ellis van ser algunes de les incorporacions al repartiment.

### Rodatge
El rodatge principal va començar el 27 de juny de 2024 als estudis Shepperton. El rodatge també va tenir lloc a Beaconsfield el juliol de 2024. L'11 de setembre de 2024, Osman va aparèixer al programa The Chris Moyles Show i va revelar que el rodatge acabava el mateix dia.